# Four Seasons Hotel New York Downtown
Four Seasons Hotel New York Downtown (zvaný také jako 30 Park Place),  je hotel a rezidenční mrakodrap v Tribeca, Manhattan v New Yorku. Obyvatelům rezidence se nabízí panoramatický výhled na Midtown a New York Harbor. Horní patra 82-patrové budovy zvané jako Four Season Private Residences New York Downtown, mají 157 rezidencí a spodní patra jsou hotelové části, kde se nachází 185 pokojů.

## Stavba a financování
Nemovitost byla zakoupena v roce 2006, ale financování nebylo zajištěno do roku 2013. Společnost Silverstein Properties byla investorem budovy, kterou navrhl architekt Robert A. M. Stern. V květnu 2013 získala společnost 660 milionů dolarů na financování stavby. Projekt řídila společnost Tishman Construction. Stavba začala na podzim 2013 a dokončena byla počátkem roku 2015. Instalace exteriéru a oken byla dokončena v srpnu 2015. Hotel slavil své slavnostní otevření 16. září 2016. Jedná se o druhou nejvyšší rezidenční budovu v centru Manhattanu po 70 Pine Street.  

## Vybavení
Součástí hotelu Four Seasons je recepce a vrátný, posilovna, bazén, mediální místnost, herna pro děti, dvoupatrová konzervatoř s dětským klavírem a soukromá jídelna s kuchyňkou.

## Fotogalerie

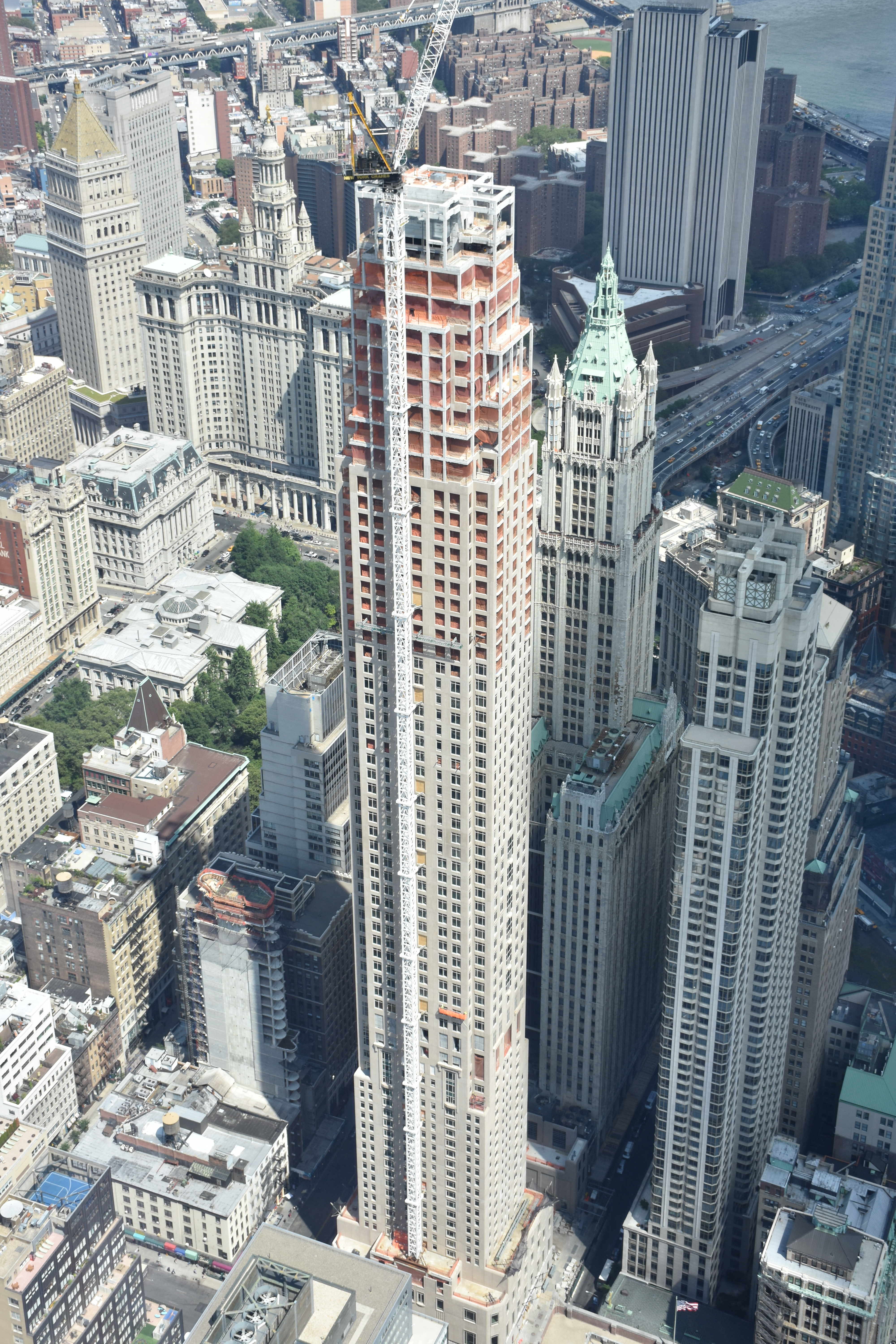
Stavba v červnu 2015
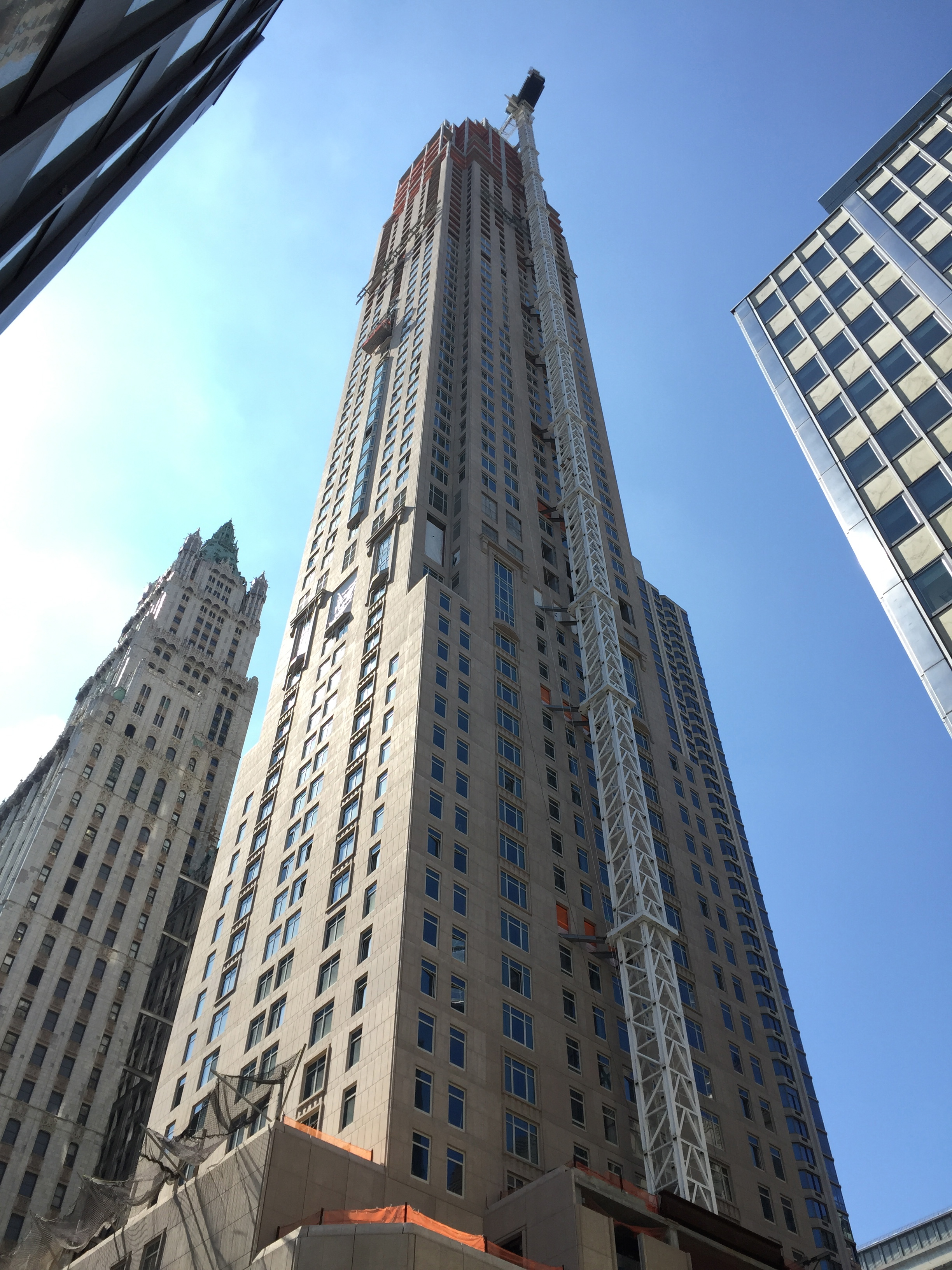
Stavba v červnu 2015
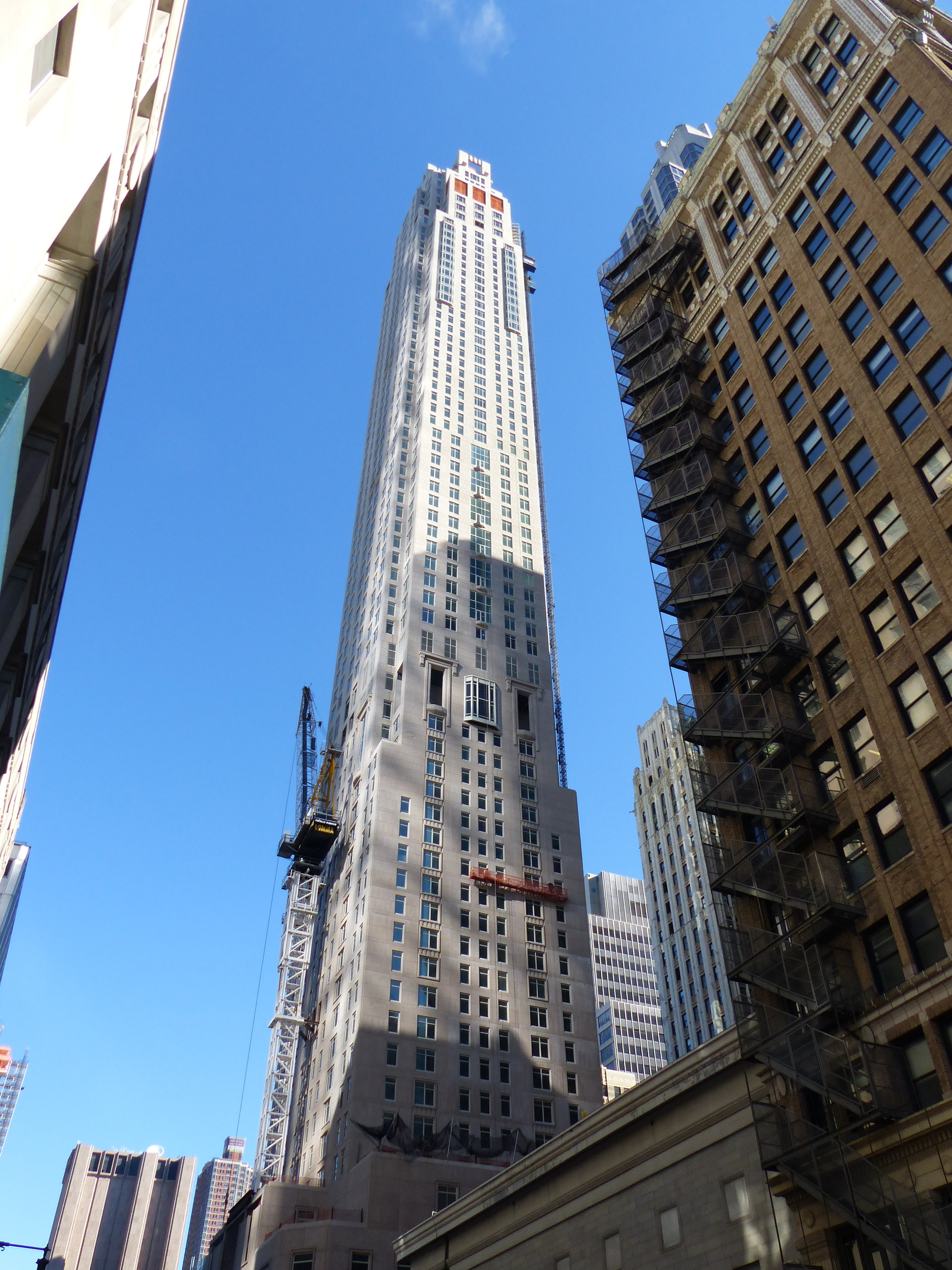
Stavba v říjnu 2015